# Exabyte
Unidade de medida de informação que equivale 1 EB equivale 1.000.000.000.000.000.000 Bytes (segundo SI) mas comumente se usa como sendo 1 EB = 1 152 921 504 606 846 976 Bytes (o certo seria Exbibyte, mas esta nomenclatura foi recentemente lançada (em relação a outra denominação) e está em fase de adaptação.
Exabyte (EB) /
1 024 PB /
1 048 576 TB /
1 073 741 824 GB /
1 099 511 627 776 MB /
1 125 899 906 842 624 kB /
1 152 921 504 606 846 976 (260) Bytes 
9 223 372 036 854 775 808 Bits